# Amphisamytha japonica
Amphisamytha japonica är en ringmaskart som beskrevs av Hessle 1917. Amphisamytha japonica ingår i släktet Amphisamytha och familjen Ampharetidae. Inga underarter finns listade i Catalogue of Life.